# Heilig Hartkerk (Korspel)

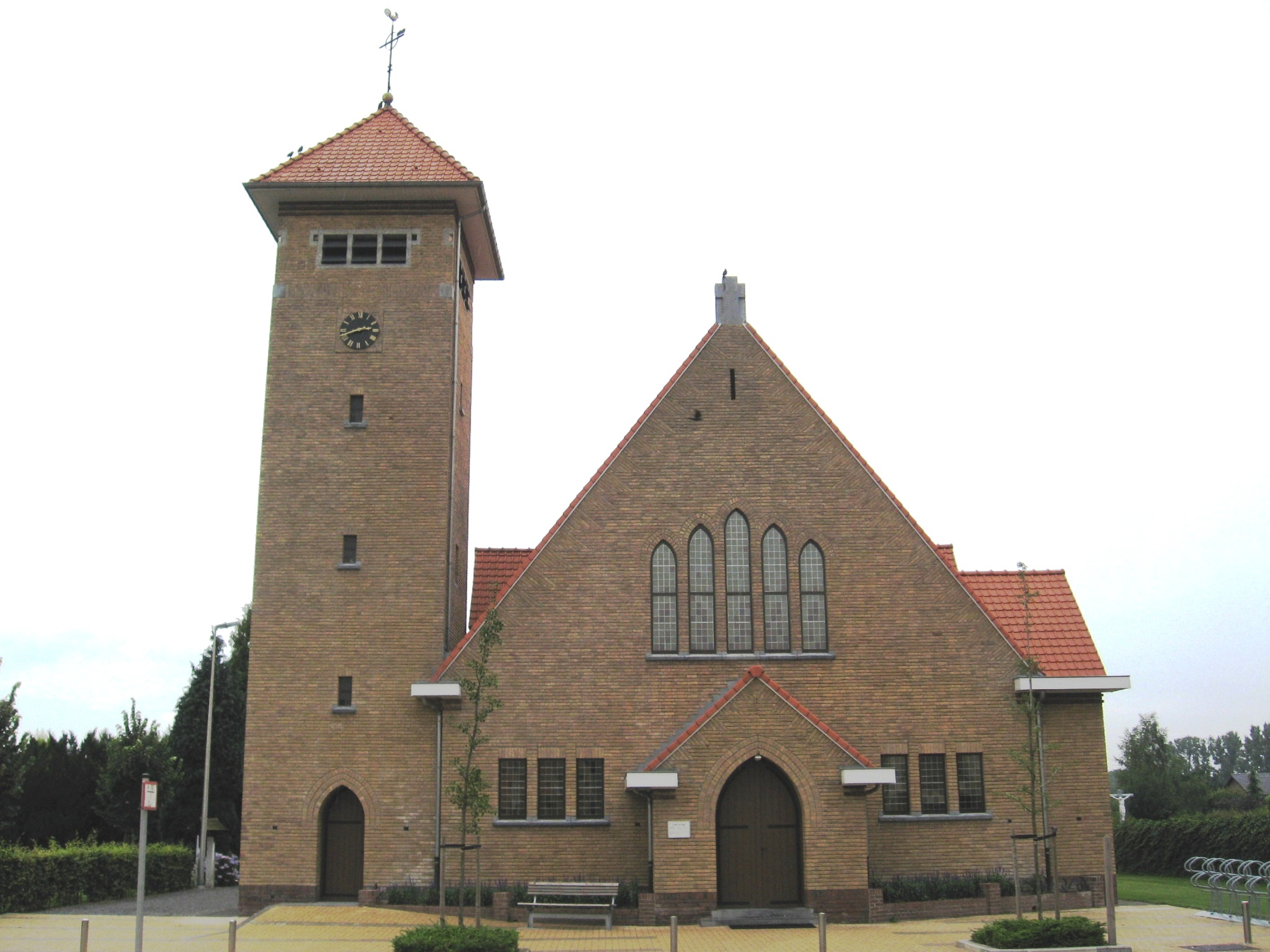
Heilig Hartkerk

De Heilig Hartkerk is de parochiekerk van de Beverlose buurtschap Korspel, gelegen aan de Kroonstraat.
De kerk werd gebouwd in 1934. Architect was Karel Gessler uit Maaseik. Het is een bakstenen zaalkerk, gedekt door een hoog zadeldak. Naast de westgevel bevindt zich een massieve vierkante toren, met een tentdak als spits. De westgevel is strak vormgegeven en heeft boven de ingangspartij een reeks spitsboogvensters. Het kerkgebouw combineert moderne en traditionalistische vormgeving.